# Гельсінгборг (комуна)
Комуна Гельсінгборг (швед. Helsingborgs kommun) — адміністративно-територіальна одиниця місцевого самоврядування, що розташована в лені Сконе у південній Швеції.
Гельсінгборг 227-а за величиною території комуна Швеції. Адміністративний центр комуни — місто Гельсінгборг.

## Населення
Населення становить 131 672 чоловік (станом на вересень 2012 року).
| Кількість населення комуни Гельсінгборг за 1810-2010 роки | Кількість населення комуни Гельсінгборг за 1810-2010 роки | Кількість населення комуни Гельсінгборг за 1810-2010 роки | Кількість населення комуни Гельсінгборг за 1810-2010 роки | Кількість населення комуни Гельсінгборг за 1810-2010 роки |
| --------------------------------------------------------- | --------------------------------------------------------- | --------------------------------------------------------- | --------------------------------------------------------- | --------------------------------------------------------- |
| Рік                                                       |                                                           |                                                           | Населення                                                 |                                                           |
| 1810                                                      | 1810                                                      |                                                           | 12 307                                                    | 12 307                                                    |
| 1850                                                      | 1850                                                      |                                                           | 21 185                                                    | 21 185                                                    |
| 1900                                                      | 1900                                                      |                                                           | 49 112                                                    | 49 112                                                    |
| 1950                                                      | 1950                                                      |                                                           | 86 195                                                    | 86 195                                                    |
| 1970                                                      | 1970                                                      |                                                           | 100 396                                                   | 100 396                                                   |
| 1980                                                      | 1980                                                      |                                                           | 101 956                                                   | 101 956                                                   |
| 1990                                                      | 1990                                                      |                                                           | 109 267                                                   | 109 267                                                   |
| 2000                                                      | 2000                                                      |                                                           | 117 737                                                   | 117 737                                                   |
| 2010                                                      | 2010                                                      |                                                           | 129 177                                                   | 129 177                                                   |
| Джерело: SCB                                              |                                                           |                                                           |                                                           |                                                           |

## Населені пункти
Комуні підпорядковано 15 міських поселень (tätort) та низка сільських, більші з яких:
- Гельсінгборг (Helsingborg)
- Ридебек (Rydebäck)
- Едокра (Ödåkra)
- Гіттарп-Ларед (Hittarp-Laröd)
- Поарп (Påarp)
- Борслев (Bårslöv)
- Мерарп (Mörarp)
- Ґантофта (Gantofta)
- Аллерум (Allerum)

## Міста побратими
Комуна підтримує побратимські контакти з такими муніципалітетами:
- Гельсінгер, Данія
- Пярну, Естонія
- Дубровник, Хорватія
- Александрія (Вірджинія), США

## Галерея

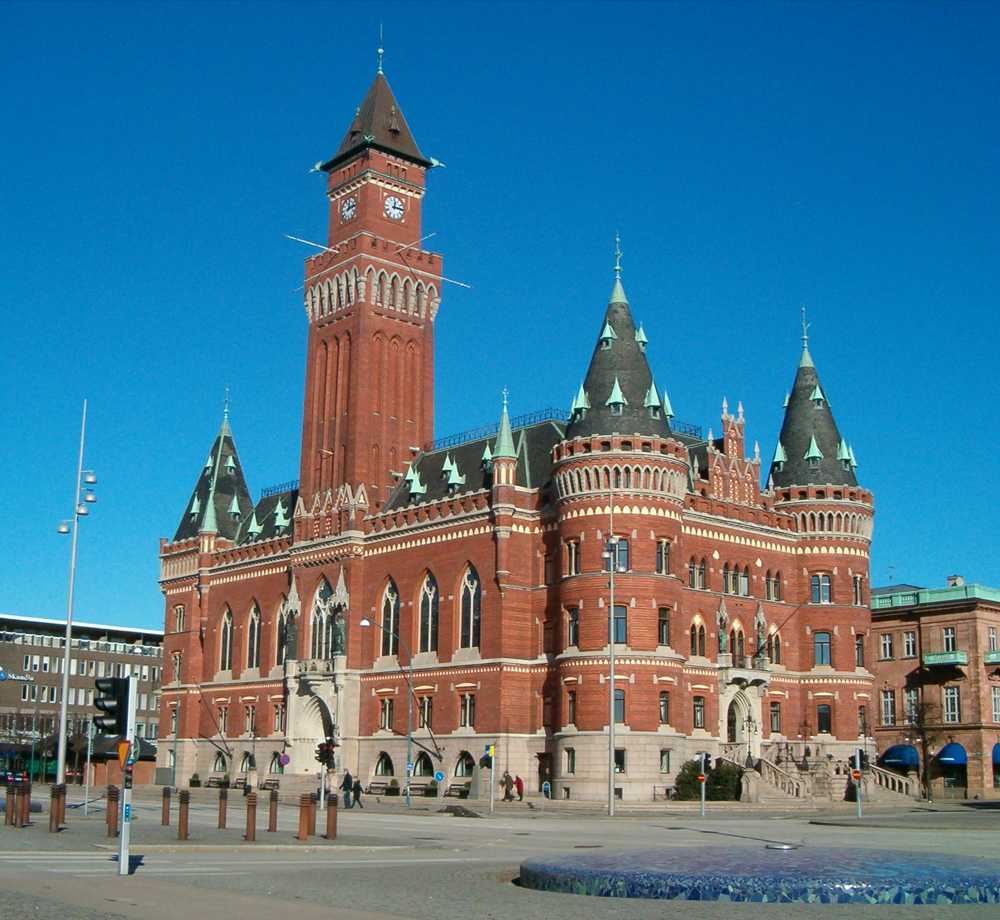
Ратуша (Гельсінгборг)
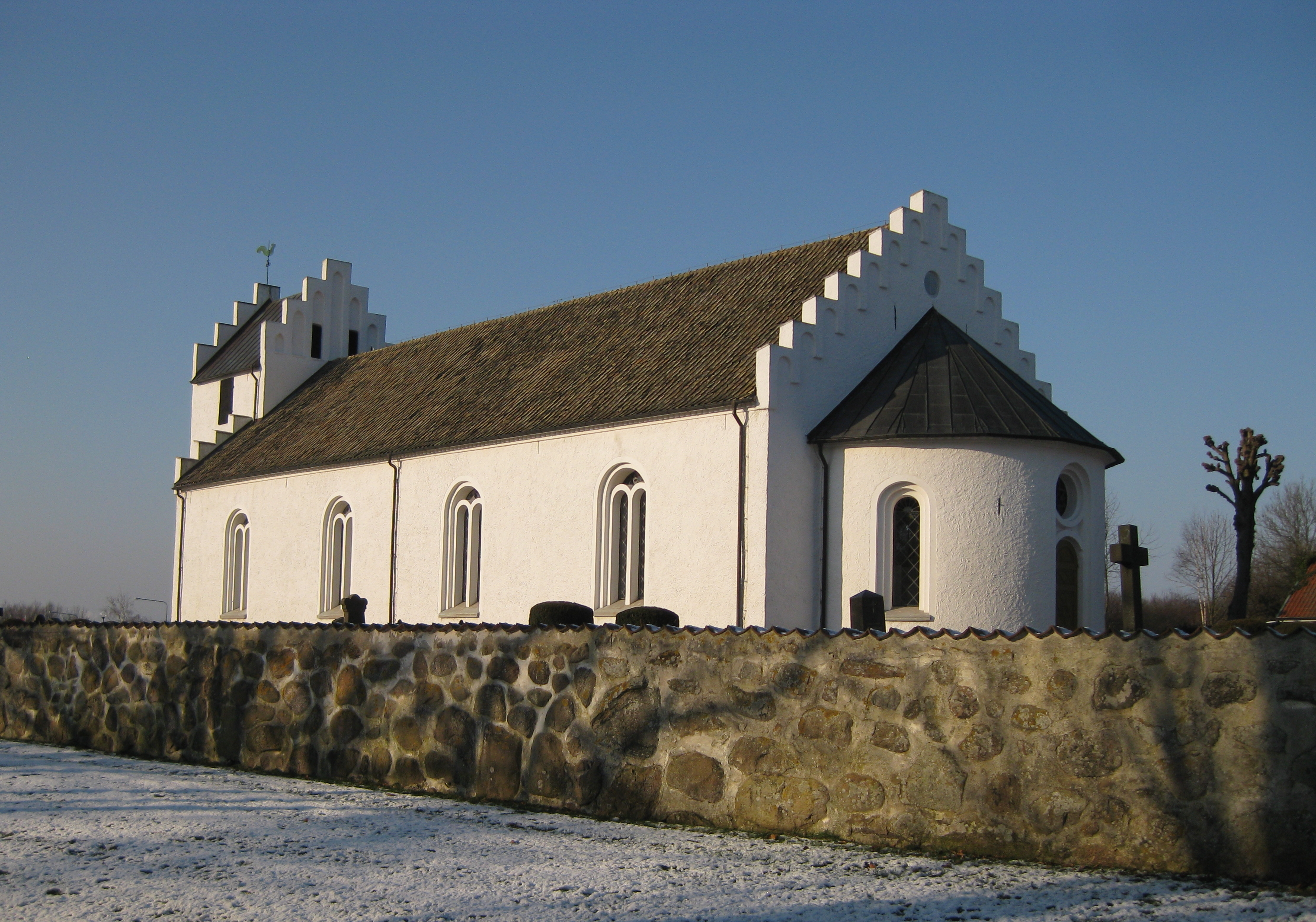
Церква (Борслев)
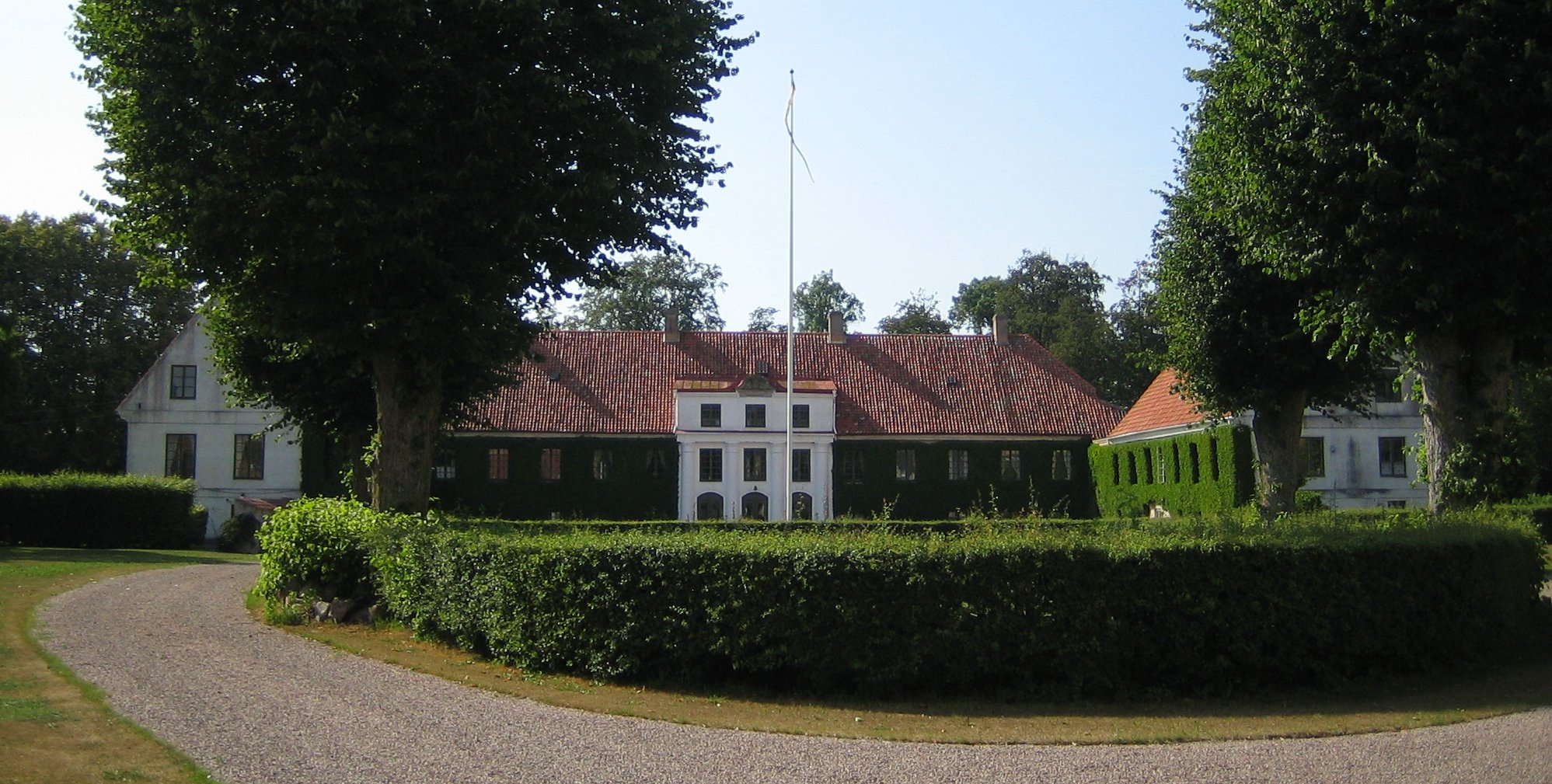
Замок Бельтеберґа
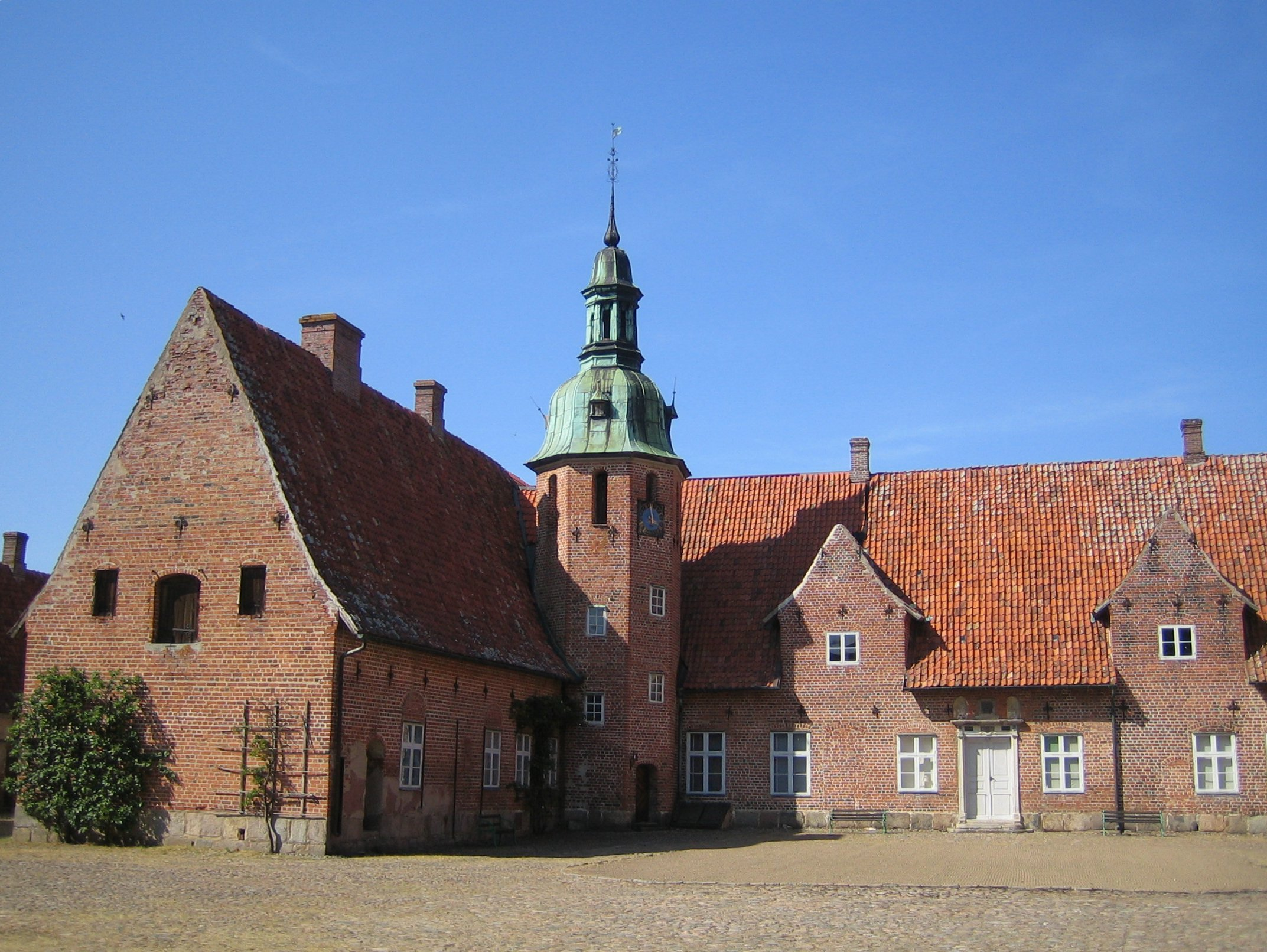
Замок Русендаль